# Jeffrey Epstein
Jeffrey Edward Epstein (New York, 20 januari 1953 – aldaar, 10 augustus 2019) was een  Amerikaanse investeerder. Hij was een veroordeeld zedendelinquent.

## Levensloop
Epstein was handelaar bij Bear Stearns voordat hij zijn eigen firma begon, J. Epstein and Co., later Financial Trust Co. geheten. Hij zou alleen miljardairs als klanten hebben gehad. De pers omschrijft hem vaak als miljardair, echter zijn persoonlijk vermogen werd bij overlijden geschat op een kleine 600 miljoen dollar, dat hij naliet aan een trust. Hij bezat onder meer de eilanden Great en Little Saint James, die deel uitmaken van het district East End van Saint Thomas van de Maagdeneilanden.

### Rechtszaken vanwege seksueel misbruik
In 2006 werd voor de eerste maal een rechtszaak tegen Epstein begonnen; hij zou zeker veertig minderjarige meisjes hebben betaald voor seks. Nadat hij in 2008 een schikking met de aanklagers had gesloten, werd hij uiteindelijk voor één zaak berecht en wegens het uitlokken van betaalde seks met een 14-jarig meisje veroordeeld tot 18 maanden gevangenisstraf, waarvan hij 13 maanden uitzat in huisarrest. Met veel van zijn (vermeende) slachtoffers trof Epstein – die na zijn veroordeling officieel als zedendelinquent geregistreerd stond – nadien zonder tussenkomst van de rechter een regeling. Nadat de Miami Herald eind 2018 artikelen over zijn misbruikverleden had gepubliceerd, zou Epstein 350.000 dollar hebben betaald aan twee personen, mogelijk om ze als getuigen te beïnvloeden.
Begin 2019 opende het Amerikaanse ministerie van Justitie een onderzoek naar de schikking van 2008. Begin juli 2019 werd hij opnieuw aangehouden op verdenking van mensenhandel en van het seksueel misbruiken van minderjarige meisjes tussen 2002 en 2005. Als hij schuldig zou zijn bevonden, kon hij voor maximaal 45 jaar in de cel verdwijnen.
In zijn huis werd een grote hoeveelheid naaktfoto's van mogelijk minderjarige meisjes aangetroffen. In zijn woning in Manhattan bleken eveneens veel verborgen camera's te zijn aangebracht, die de seksuele escapades van zijn machtige vrienden filmden. Door chantage van talrijke bekende, hooggeplaatste personen uit de politiek, de media en het zakenleven kon Epstein zijn invloed op zijn connecties in het (financiële) establishment behouden en versterken. Zo was Epstein goed bevriend met onder meer topbankier en gewezen zakenpartner Alan C. Greenberg, mediamagnaat Robert Maxwell en diens dochter en Epsteins "beste vriendin" Ghislaine Maxwell, en gewezen Victoria's Secrets-bestuursvoorzitter Leslie Wexner. Prins Andrew heeft wegens aantijgingen van betrokkenheid zijn publieke taken voor onbepaalde tijd neergelegd en werd in augustus 2021 door Virginia Roberts Giuffre, een van de vermeende slachtoffers, aangeklaagd. In mei 2023 maakte The Wall Street Journal bekend dat Epstein in 2017 geprobeerd zou hebben om Bill Gates te chanteren met een eerdere buitenechtelijke relatie tussen Gates en een veel jongere Russische bridgespeelster.

### Zelfmoord
Epstein werd op 10 augustus 2019 dood aangetroffen in zijn cel in het MCC New York. Eind juli dat jaar werd hij bewusteloos aangetroffen en werd daarop onder suicide watch (intensieve controle) gesteld. Hij diende elk halfuur gecontroleerd te worden. Hoe het mogelijk was dat er ondanks deze maatregel zelfmoord plaats zou hebben gevonden werd onderzocht. Onder meer zijn gebroken tongbeen gaf voeding aan vermoedens over een mogelijke moord. Ook functioneerden de twee camera's die zicht hadden op de cel van Epstein niet, ze werden door de FBI in beslag genomen. Na autopsie van het lichaam werd de conclusie getrokken dat de verwondingen eerder veroorzaakt waren door zelfmoord dan moord door wurging.

## Nasleep
Tijdens de campagne voor de presidentsverkiezingen 2024 werd van Republikeinse zijde veel aandacht besteed aan Epstein. Er waren geruchten dat Epstein lijsten met namen en ook beelden had om - zo nodig - mensen te chanteren. J.D. Vance besteedde er veel aandacht aan en Donald Trump beloofde alle documenten in handen van de regering over Epstein openbaar te maken.
Tijdens een televisie-interview in februari 2025 (Trump was toen al president) wekte procureur-generaal Pam Bondi de indruk dat de lijst op haar bureau lag ter afwikkeling. In juni 2025 stuurde Elon Musk, de relatie met Trump was toen al flink bekoeld, een bericht de wereld in dat Trump ook op de lijst stond. Korte tijd later verwijderde hij dit bericht. 
The Wall Street Journal onthulde op 17 juli 2025 dat Trump voor Epsteins 50ste verjaardag in 2003 een brief met een obscene tekening cadeau deed.
In juli 2025 berichtte het ministerie van Justitie en de FBI dat er geen lijst was, dat Epstein niemand heeft afgeperst en het bevestigde dat hij zelfmoord heeft gepleegd. Voor dit laatste feit werd uren beeldmateriaal vrijgegeven met zicht op de deur van de cel waar Epstein gevangen werd gehouden, maar hierin ontbreekt een minuut. Ook de manier waarop de regering dit persbericht over Epstein wereldkundig heeft gemaakt, hebben de geruchten niet weerlegd en het vertrouwen in de regering Trump ondergraven, ook bij zijn eigen achterban.

## In de media
Jeffrey Epstein: Filthy Rich is een vierdelige documentaireserie, geregisseerd door Lisa Bryant van Netflix, die uitkwam in mei 2020.